# Ministrski predsednik Italijanske republike
Ministrski predsednik Italijanske republike (ali predsednik vlade Italijanske republike; italijansko: Presidente del Consiglio dei ministri della Repubblica Italiana) je politična funkcija, ki skupaj z ministri in ministrskim svetom sestavlja vlado. Po členu 95 ustave ministrski predsednik usmerja vladno politiko in je odgovoren za izpolnjevanje političnega in administrativnega programa s koordinacijo ministrskih dejavnosti.
Razen te splošne naloge ima ministrski predsednik tudi dolžnost, da predloži predsedniku republike seznam ministrov, s katerimi namerava sestaviti vlado, da overovi vse zakone in dekrete, ki jih je odobril republiški predsednik, in da nadzoruje državno obveščevalno službo.
Ustavno določilo o koordinaciji delovanja raznih ministrov je v praksi nekoliko zapadlo, ker je dejanska vloga ministrskega predsednika odvisna od političnih strank, ki jih posamezni ministri predstavljajo. Razen tega je treba upoštevati, da ministrski predsednik nima formalne možnosti, da bi preklical kakega ministra ali ukinil ministrstvo. V zadnjih časih so se taka trenja v ministrskem svetu odstranjevala posredno, to je z izdajo "obrobnih" zakonov, dekretov in odločb, ki so po malem širili predsednikove pravice in predvsem zmanjšali nadzor parlamenta nad vlado.
Prva ženska na položaju italijanskega ministrskega predsednika je bila Giorgia Meloni, vodja stranke Bratje Italije. Položaj je prevzela po splošnih volitvah leta 2022, ko je vladno koalicijo sestavila s strankama Liga in Naprej Italija.

## Seznam
Glej članek: Seznam ministrskih predsednikov Italijanske republike